# 新城堡阶梯

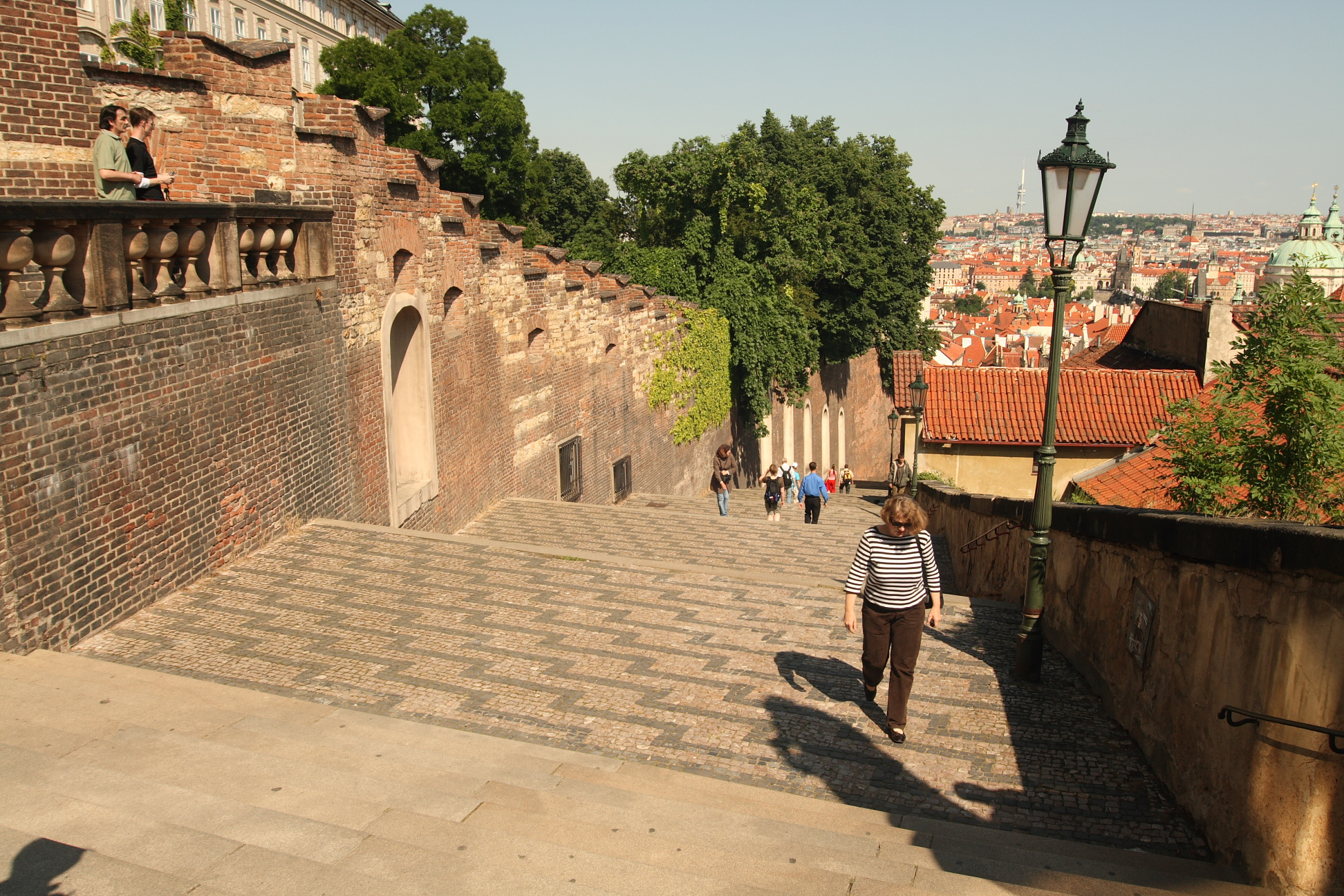
新城堡阶梯

新城堡阶梯（Nové zámecké schody）是布拉格的一条公共坡道，为步行者而设计，连接小城的Thunovskou 街与布拉格城堡前的城堡广场，该路也构成小城与城堡区的分界线。这个阶梯最早见于记载是在1278年，在中世纪称为直路（Strmá cesta）。17世纪已形成目前的外观。 
新城堡阶梯的名称实际上是误导，因为其实它早于布拉格城堡东侧的旧城堡阶梯（Staré zámecké schody）。
每年在新城堡阶梯举办慈善自行车赛。